# Linda Kasabian
Linda Darlene Kasabian (nacida Linda Darlene Drouin; Biddeford, 21 de junio de 1949-Tacoma, 21 de enero de 2023) fue una mujer estadounidense, conocida por haber sido una de las integrantes de la «La Familia Manson» de Charles Manson. Estuvo presente en los asesinatos de Sharon Tate y de la familia LaBianca en agosto de 1969, pero a diferencia de otros miembros de «La Familia», no fue sentenciada por ningún crimen por su testimonio como testigo.

## Biografía

### Primeros años
Linda Darlene Drouin nació en Biddeford, Maine y creció en Milford, Nuevo Hampshire. Su padre, Rosaire Drouin, era un trabajador de la construcción y su madre, Joyce Taylor, era ama de casa. Sus padres a menudo no se llevaban bien y su padre abandonó a la familia cuando todavía Linda era una niña pequeña. Los padres de Linda volvieron a casarse poco después y luego su padre se trasladó a Miami, Florida. Ella era la hija mayor, y su madre Joyce ha remarcado que con tantos niños más pequeños que Linda y los hijastros que tenía que cuidar, no era capaz de dedicar la atención necesaria a su hija cuando era adolescente. "Yo no tenía tiempo para escuchar sus problemas. Mucho de lo que ha ocurrido con Linda es mi culpa."
Linda fue descrita por sus familiares, amigos, maestros y vecinos como una persona inteligente y buena estudiante. Conocida como amable y tímida, pero "obligada a crecer demasiado rápido". Se retiró de la escuela secundaria y se escapó de casa a la edad de 16 años debido a los problemas con su padrastro, Jake Byrd. Linda se dirigió a varios estados del oeste de Estados Unidos , en "búsqueda de Dios". Con 16 años, se casó con Robert Peasley, pero se divorció poco después. Ella se trasladó brevemente a Miami y trató de volver a conectar con su padre, que estaba trabajando en un bar, pero se distanciaron después de poco tiempo. Linda viajó a Boston y se volvió a casar, esta vez con Robert Kasabian un estadounidense con ascendencia armenia, dando a luz a una niña en 1968. Cuando el matrimonio comenzó a agriarse, Linda y su hija Tanya regresaron a Nueva Hampshire a vivir con la madre de Linda. Al poco, Robert Kasabian contactó con Linda y la invitó a reunirse con él en Los Ángeles. Robert Kasabian quería que Linda se uniera a él y a un amigo, Charles "Barbanegra" Melton, en un viaje en barco a América del Sur. Linda, que pensaba en una reconciliación, regresó a Los Ángeles para vivir con Robert en lugares de reunión hippie a las afueras de Los Ángeles, en la zona de Topanga.

## La Familia Manson
En el momento en que ella había quedado embarazada de su segundo hijo, Linda fue abandonada por su marido, que la había dejado para irse solo de viaje por América del Sur. Una amiga de Charles "Barbanegra" Melton, Catherine "Gypsy" Share, le describe un rancho en el que un grupo de hippies estaban establecidos en una especie de "agujero en la tierra" y a la vez un paraíso, para escapar de la agitación social. Linda Kasabian, intrigada, decidió ir al rancho. Es allí donde conoce a Charles Manson.
Kasabian fue bien recibida por los miembros de «La Familia Manson», con profesiones de paz, amor y la seguridad de que ella y su hija serían atendidas, con la condición de que ella demostrara lealtad. Durante su primera noche con «La Familia Manson», ella conoció a Tex Watson y tuvo relaciones sexuales con él. Ambos han descrito su encuentro inicial como "muy intenso". Tex Watson convenció a Linda Kasabian para robar una suma de dinero al amigo de su marido, Charles "Barbanegra" Melton.
Kasabian conoce a Manson, siendo un acontecimiento dramático para ella, que pensó que tenía un aspecto magnífico en su ropa de piel, y que parecía Jesucristo. Manson le habló acerca de por qué había llegado al rancho, y después de tocar sus piernas, él la aceptó. Esa noche, Manson y Kasabian tuvieron relaciones sexuales en una cueva del Rancho Spahn. 
Kasabian adoptó la misma actitud que las demás chicas tenían hacia Manson: "Siempre quería hacer lo que sea y todo para él".
Kasabian se unió a los miembros de «La Familia Manson» en sus merodeos nocturnos. En silencio, entraban en diferentes casas de Los Ángeles para robar dinero y objetos mientras los ocupantes dormían. Estas y otras actividades delictivas eran los medios por los cuales los miembros de «La Familia Manson» se mantenían, y Kasabian estaba dispuesta a participar. Durante varias noches alrededor de una fogata, Manson hacía conferencias que tomaban más fuerza por la ingestión de drogas psicodélicas. Cuando Mary Brunner fue encarcelada por el uso de una tarjeta de crédito robada, Kasabian se convirtió en el único miembro del grupo en poseer una licencia de conducir válida.

### Asesinatos de Tate y LaBianca
Un mes después de su llegada al grupo, el 8 de agosto de 1969, Manson dijo que "ahora es el momento para el Helter Skelter", un término tomado de una canción de The Beatles, que Manson interpretó como sinónimo de Apocalipsis. Kasabian fue enviada por Manson para recoger un cuchillo, una muda de ropa y su licencia de conducir, para acompañar a otros tres miembros de «La Familia», Charles "Tex" Watson, Susan Atkins y Patricia Krenwinkel, a la residencia del director de cine Roman Polanski y su esposa Sharon Tate. Allí, Kasabian vio a Watson disparar y matar a Steven Parent, un joven adolescente que justo salía de visitar a su amigo, el guardián de la finca, con el fin de venderle una radio. Watson ordenó entonces a Kasabian permanecer fuera de la residencia, y se quedó en el automóvil, mientras que Watson, Atkins, y Krenwinkel entraron en la casa y mataron a Jay Sebring, Wojciech Frykowski, Abigail Folger, y a la actriz Sharon Tate, que estaba embarazada de 8 meses y medio.
Kasabian testificó que en un momento oyó los "horribles gritos" de las víctimas y se alejó del automóvil. "Empecé a correr hacia la casa, quería que se detuvieran. Yo sabía lo que habían hecho. Estaban matando a estas personas. Yo los quería detener." Al acercarse a la casa, Kasabian se encontró con Frykowski, que estaba saliendo por la puerta principal. Kasabian dijo en su testimonio: "Era un hombre que acababa de salir de la puerta y tenía sangre en su rostro y estaba de pie junto a un poste, y me miró aproximadamente por un minuto, y me dijo, 'Oh, Dios, lo siento mucho. Por favor haz que se detenga'. Pero cayó al suelo en unos arbustos". Entonces Watson apuñaló repetidamente a Frykowski y lo golpeó en la cabeza con la culata de un arma. Kasabian trató de detener a los asesinos, afirmando que oía a "gente venir" hacia la propiedad, pero Susan Atkins le dijo que ya era "demasiado tarde". Según Watson y Atkins, Kasabian quedó parada y paralizada en el césped delantero, mirando con una expresión de horror como sus compañeros estaban cometiendo los asesinatos. Kasabian testificó que, mientras estaba en estado de shock, ella corrió hacia el automóvil, lo puso en marcha, y estuvo a punto de salir a buscar ayuda, pero luego se acordó de que su hija estaba en el Rancho Spahn.
A la noche siguiente, Manson ordenó nuevamente a varios miembros de «La Familia Manson», reunir una muda de ropa y entrar en el automóvil que Kasabian conducía, pero esta vez el propio Manson iba a unirse a ellos para "mostrarles cómo hacerlo", porque sentía que el asesinato de la noche anterior se había realizado de manera descuidada. Está vez, también se unieron Leslie Van Houten y Steve Grogan, partiendo a la ciudad, rumbo a la casa de la familia LaBianca, en Los Feliz, California. Linda Kasabian fue testigo de como Manson y Watson caminaron hacia la casa y volvieron al coche unos minutos más tarde. Manson informó que los ocupantes de la casa estaban atados. Manson dio instrucciones a Watson, Krenwinkel y Van Houten para entrar en la casa. En ese momento, Manson, Linda Kasabian, Susan Atkins y Grogan se fueron. Dentro de la residencia, Watson, Krenwinkel y Van Houten asesinaron a Leno y Rosemary LaBianca. Cuando se le preguntó que por qué ella salió con «La Familia» de nuevo, sabiendo que iban a ocurrir otros asesinatos, Kasabian respondió que cuando Manson le pidió que fuera con ellos, ella tuvo "miedo a decir no".
Más tarde esa misma noche, en Venice Beach, Los Ángeles, Manson le preguntó a Linda Kasabian si quería participar en el asesinato de un actor libanés llamado Saladin Nader. Linda Kasabian se había reunido con el actor unos días antes con otra miembro de la «La Familia Manson», Sandra Good. Atkins y Grogan esperaban a unos pocos metros de distancia, con cuchillo y pistola en mano, preparados para matar, como Manson les había ordenado. Kasabian llamó a propósito en la puerta de un apartamento equivocado, con el fin de evitar que le hicieran algún daño a Nader. Cuando respondió el ocupante del apartamento equivocado, Kasabian se disculpó y se excusó, evitando de este modo el crimen. Dos días después de los asesinatos de los LaBianca, ella se puso al volante de su autocaravana y huyó de la «La Familia Manson», regresando a la casa de su madre en Nuevo Hampshire.

### Testigo de los crímenes
Susan Atkins fue detenida junto con el resto de los miembros de «La Familia Manson» cuando hubo una redada en el Rancho Spahn en octubre, por el robo de varios vehículos. La policía no tenía idea de que también habían acorralado a los asesinos en los casos Tate y LaBianca. Las investigaciones de estos ya estaban en marcha, junto con la cobertura de los medios de comunicación. Atkins, en prisión, le dijo a varias compañeras de celda, incluyendo una mujer llamada Ronnie Howard, sobre su participación en los sonados crímenes. Howard y otras presas de la cárcel del condado de Los Ángeles, dijeron a las autoridades lo que Atkins les había dicho. A principios de diciembre de 1969, Manson, Watson, Krenwinkel, Atkins, Van Houten y Kasabian fueron acusados por un gran jurado de los asesinatos de Tate y LaBianca.
Originalmente, a Atkins se le ofreció una sentencia reducida (cadena perpetua en lugar de la pena de muerte), ya que era la primera acusada en ser detenida y ella había accedido a contar su historia en las audiencias del gran jurado. Sin embargo, Atkins renunció a esta posibilidad cuando reanudó su lealtad a Manson y repudió todas sus declaraciones incriminatorias. Linda Kasabian fue contactada en Nuevo Hampshire, ella misma se entregó a las autoridades y fue enviada de regreso a California. A Kasabian se le ofreció inmunidad judicial, a cambio de otorgar su testimonio y evidencias. 
Ha habido informes de que Kasabian quería contar su historia a los fiscales, con o sin ningún tipo de acuerdo; así lo describió el fiscal Vincent Bugliosi, pero que su abogado, Gary Fleischman, insistió en que permaneciera en silencio hasta que los fiscales le hicieran una oferta de inmunidad. Kasabian, que estaba entonces visiblemente embarazada de su segundo hijo, aceptó la oferta de la inmunidad. 
El acuerdo de inmunidad generó controversia en su momento por numerosas razones. Algunos querían que ella fuese totalmente juzgada por los crímenes. Sin embargo, a pesar de que Kasabian había sido cómplice de los asesinatos (conductora y vigilante), ella no había impedido los crímenes de todas formas. Además, ella no había entrado en ninguna de las casas y no había participado físicamente en los homicidios. Ella confesó haberse sentido frustrada y molesta las noches en que ocurrieron los asesinatos, incluso desafiante ante Manson ("No soy como tú, Charlie. Yo no puedo asesinar a nadie"), y ella fue el único miembro del grupo en expresar remordimiento y pesar por las víctimas. Cuando fue llevada de vuelta a la residencia donde fue asesinada Sharon Tate para ayudar a reconstruir el crimen, Kasabian sufrió una crisis emocional.
Kasabian fue la principal testigo de la acusación, y ella entre lágrimas, hizo un recuento de los homicidios con gran detalle. Durante el juicio, los miembros de la «La Familia Manson» protagonizaron una campaña de intimidación en contra de Kasabian, en un esfuerzo de impedir que testificara. Los acusados reales de los crímenes interrumpieron constantemente su testimonio. Manson, en varias ocasiones, se pasaba el dedo por el cuello, mirando a Kasabian.
Susan Atkins también le gritó a Kasabian en repetidas ocasiones ante toda la sala "¡Nos estás matando!", a lo que Kasabian respondió, "No los estoy matando. Ustedes se mataron a sí mismos".

### Sentencias
El 25 de enero de 1971, todos los acusados fueron declarados culpables de todos los cargos por el jurado. Varios testigos y acusados a favor de Manson declararon que Kasabian fue quien había planeado los crímenes. El jurado de primera instancia rechazó por completo sus testimonios.

## Últimos años y fallecimiento
Huyendo de los medios de comunicación y la atención pública, Kasabian regresó a New Hampshire con su marido e hijos, procurando evitar los medios de comunicación. Vivieron en una comuna hippie durante un tiempo y luego trabajó de cocinera. Regresó a Los Ángeles para testificar durante el juicio a Tex Watson en 1971 y en los dos contra Van Houten en 1977. Se divorció de Robert y más tarde volvió a casarse y tuvo dos hijos más.
Kasabian fue detenida por numerosas infracciones de tráfico hasta que sufrió un accidente de coche que la dejó parcialmente incapacitada. A pesar de haber roto todo lazo con la Familia Manson, para los que ella era objeto de burla, el FBI la vigiló un tiempo cuando Lynette Fromme intentó asesinar al presidente Gerald Ford.
Kasabian evitó y negó cualquier entrevista hasta 1988. Solo accedió a contar su historia en detalle para el documental Manson, en 2009, emitido por televisión en Reino Unido el 10 de agosto de 2009 y en los EE. UU. el 7 de septiembre de 2009 y de nuevo el 20 de julio de 2013 en el canal Historia. En esta entrevista, aparece en la sombra para proteger su anonimato actual, al igual que en la entrevista en directo que concedió al programa de la CNN Larry King Live, el 2 de septiembre de 2009.
El portal estadounidense TMZ, reportó que Kasabian falleció a los 73 años, el 21 de enero de 2023 en un hospital de Tacoma, Estado de Washington. Según el certificado de defunción al que han tenido acceso, Linda Kasabian cambió su apellido por «Chiochios» para que no se la vinculara con la «Familia Manson».